# Легенда про Івана та Одарку (альбом)
Легенда про Іванка та Одарку — другий студійний, повноформатний альбом гурту Мандри.

## Композиції
1. Орися (1:59)
2. Ой, чий то кінь стоїть (4:19)
3. Синій жупан (3:17)
4. Вітре Цигане (5:21)
5. Магдалєна (4:53)
6. Калина (3:55)
7. Лети душа (4:06)
8. Легенда про Іванка та Одарку (2:57)
9. Хай не буде тобі сумно (4:54)
10. Крила (3:14)
11. Коломийка Дракула (3:30)
12. Колиска (4:48)

## Музиканти

### "Мандри"
1. Фома — гітара, вокал, дерево дощу.
2. Льоня Белєй — акордеон, орган, цитра.
3. Сергій Чегодаєв — бас-гітара.
4. Андрій Занько - барабани.
5. Салман Салманов Мамед Огли - перкусія.

### У запису брали участь
- Олексій Кабанов - колісна ліра;
- Віктор Крисько - скрипка;
- Шура Петренко - гітара;
- Вадік Балаян - тімбаліси, перкусія;
- Марія Нестеровська - скрипка;
- Люба Баранова - віолончель;
- а також вокальна секція ансамблю "Древо": Олена Копєйкіна, Ольга Полеха, Олександра Стражник, Інна Прокопчук.